# Jonas Omlin
Jonas Omlin (sinh ngày 10 tháng 1 năm 1994) là một cầu thủ bóng đá người Thụy Sĩ thi đấu cho Borussia Mönchengladbach.